# حزقيال دياز
حزقيال دياز هو لاعب كرة قاعدة دومينيكاني، ولد في 12 ديسمبر 1988 في باني في جمهورية الدومينيكان.

## وصلات خارجية
- حزقيال دياز على موقعبيزبول رفرنس.كوم (الدوري الرئيسي) (الإنجليزية)
- حزقيال دياز على موقعبيزبول رفرنس.كوم (الدوري الثانوي) (الإنجليزية)
- حزقيال دياز على موقع مشجعي الرسوم البيانية (الإنجليزية)